# الکساندر دوخلیاکوف
الکساندر دوخلیاکوف (انگلیسی: Aleksandr Dokhlyakov؛ زادهٔ ۲۶ ژانویهٔ ۱۹۴۲) دوچرخه‌سوار اهل اتحاد جماهیر سوسیالیستی شوروی است.